# Microdon diaphanus
Microdon diaphanus är en tvåvingeart som beskrevs av Sack 1921. Microdon diaphanus ingår i släktet myrblomflugor, och familjen blomflugor. Inga underarter finns listade i Catalogue of Life.